# 雷亚尔锡蒂奥-德圣伊尔德丰索
雷亚尔锡蒂奥-德圣伊尔德丰索（西班牙語：Real Sitio de San Ildefonso）是西班牙卡斯蒂利亚-莱昂塞戈维亚省的一个市镇。 总面积145平方公里，总人口5093人（2001年），人口密度35人/平方公里。